# Borowa Góra
Der Borowa Góra (deutsch Hoheberg) ist ein Vorgipfel des 1188 m n.p.m. hohen Kolbenbergs (polnisch Lysečina, tschechisch Lysečiny). Mit einer Höhe von 1056 m n.p.m. gehört er zu den wenigen Bergen über tausend Meter auf polnischer Seite des Riesengebirges.

## Lage
Wie der einen Kilometer südwestlich, auf der anderen Seite der Grenze liegende Hauptgipfel, gehört der Berg zu dem etwa neun Kilometer langen Gebiet des sogenannten Kolbenkamms (auch Grenzkamm, polnisch Grzbiet Lasocki, tschechisch Pomezní hřeben). Dieser lang gestreckte Bergrücken trennt das Riesengebirge von seinem südöstlichen Ausläufer, dem Rehorngebirge (tschechisch Rýchory). In diesem Vorgebirge liegt vier Kilometer entfernt in südöstlicher Richtung der nächste Talort: das polnische Dorf Jarkowice (deutsch Städtisch Hermsdorf) in der Woiwodschaft Niederschlesien.

### Nahegelegene Gipfel
|            | Dzwonkówka |          |
| Kolbenkamm | Kompass    | Kluka    |
| Lysečina   |            | Średniak |

## Hydrologie
Nord- und Nordwesthang entwässern in den Biały Strumień (deutsch Weissgraben), dessen Wasser mit dem des Gebirgsbachs Złotna (deutsch Goldbach) zusammenläuft. Der Goldbach nimmt dann das Wasser vom Nordosthang auf, bevor der Srebrnik (deutsch Silberbach) mit den Wassern vom Südhang zufließt. Wenig später mündet der Goldbach in den zwischen 1903 und 1907 erbauten und von 1978 bis 1989 erweiterten Bukówka-Stausee  (Retencyjny zbiornik wody pitnej Bukówka), der als Hochwasserschutz und Süßwasserreservoir dient. Hier vereinigt sich das Wasser des Goldbachs mit dem Bober, der wie alle genannten Gewässer zum Flusssystem Oder – Ostsee gehört.

## Gestein und Minerale
Geologisch betrachtet besteht der Berg aus metamorphen Gesteinen. Granit, Gneis und Glimmerschiefer, dem Muttergestein der für den böhmischen Volksschmuck typischen Granatsteine. Hinzu kommen Einschaltungen von Amphibolit und kristallinem Kalkstein. Namentlich die Kalksteinvorkommen wurden zur Herstellung von Branntkalk abgebaut. Heute zeugen stillgelegte Steinbrüche und Ruinen von Kalköfen aus dem 18. Jahrhundert im Silberbach-Tal und an etlichen anderen Stellen am Kolbenkamm von dieser Nutzung.
Anmerkung

1. ↑  Unter Einschaltung versteht man geologisch die Einlagerung einer Gesteinsschicht zwischen anderen, vorherrschenden Gesteinsschichten.

## Flora und Fauna
Am Fuß des Borowa gibt es noch alten Baumbestand mit Buchen und Ebereschen. Hier leben Kleinsäuger wie Haselmaus (Muscardinus avellanarius) und Baummarder (Martes martes), aber auch Hirsche und Wildschweine sind anzutreffen. Die Berghänge sind nach dem großflächigen Waldsterben in den 1970er- und 1980er-Jahren wieder dicht bewaldet. Am Gipfel sind es jedoch noch die zur künstlichen Wiederaufforstung angelegten Fichtenschonungen, die das Landschaftsbild prägen (Stand 2016). Wie überall im Riesengebirge gibt es eine Vielzahl von Vogelarten. Spechte, Eulen, in höheren Lagen Gimpel oder Rotschwänzchen. Und in tieferen Lagen kommt hier manchmal der Schwarzstorch vor. Die Gewässer sind nicht verbaut, sauerstoffreich und bieten Lebensraum für Forellen sowie seltenen oder gefährdeten Fischarten wie Bachneunauge und Groppe. Das Tal des Silberbachs das früher den Namen Freudental trug, bietet weitere Besonderheiten: In der Kalksteinschicht hat sich dort eine Karsthöhle gebildet. Als wäre das nicht bereits erstaunlich, bietet die Höhle für mehrere Arten von Fledermäusen die Möglichkeit zur Überwinterung. Die Häufigsten sind: Wasserfledermaus, Großes Mausohr und Kleine Hufeisennase.

## Tourismus und Naturschutz
Der Hoheberg liegt außerhalb des „Karkonoski Park Narodowy“. Wanderer sollten jedoch bedenken, dass trotz der umfassenden Naturschutzbestimmungen im Nationalpark, Rückzugsgebiete für die Waldtiere in der Region begrenzt sind.
Im Tal des Silberbachs liegt auf 650 m n.p.m.  die Herberge (Schronisko) „Srebrny Potok“. Das Gebäude diente nach dem Zweiten Weltkrieg bis 1948 den polnischen Grenztruppen Wojska Ochrony Pogranicza (WOP). Danach diente es kurze Zeit als Stützpunkt für die geologischen Untersuchungen, die bei der Suche nach Uran in den 50er-Jahren am Kolbenkamm durchgeführt wurden. Nach Übernahme durch die polnische Gesellschaft für Tourismus und Heimatkunde Polskie Towarzystwo Turystyczno-Krajoznawcze (PTTK) ist es seitdem ein guter Ausgangspunkt für Wanderer, Rad- und Skifahrer.

### Wander- und Fahrradwege
▬ Rot beschildert folgt ein Wanderweg der einfachsten Route auf den Borowa Góra. Vom Pass mit dem polnischen Namen „Przełęcz Okraj“ (deutsch Grenzbaudenpass, tschechisch Pomezní Boudy – 1050 m), der ungefähr zweieinhalb Kilometer südöstlich des Gipfels liegt, geht es bis zu der Kreuzung mit der polnische Hauptfahrradroute „Euroregionalny szlak rowerovy“ (ER-2) unterhalb des Kolbenbergs.

▬ Gelb gekennzeichnet biegt hier der Weg nach Osten ab. Nach ungefähr 500 Metern kann man auf einem nicht mehr ausgezeichneten Pfad den Gipfel erreichen. Dies macht noch eine Strecke von weiteren 400 Metern notwendig.

▬ Blau markiert führt eine alternative Wegstrecke von Jarkowice aus zunächst ins Silberbachtal, geht mit roter Markierung weiter in Richtung Schronisko „Srebrny Potok“ und biegt bei dem bereits erwähnten Kalkofen, knapp 400 Metern hinter der Herberge, auf einen Fußweg mit gelben Wegzeichen nach Norden ab. Es geht vorbei an der Felsgruppe Białe Skały (deutsch Die weißen Steine – 927 m). Die eher kleinen Felsen aus Amphibolit und Gneis sind über einen halben Kilometer verstreut. Die größeren können eine Höhe von mehreren Metern erreichen. In jedem Fall verdienen sie es, beachtet zu werden, denn sie sind ein Beweis für die Drift der Kontinentalplatten.
Davon abgesehen kann man hier das Panorama mit Blick auf Landeshuter Kamm, Liebauer Tor, Waldenburger Bergland, Steine-Gebirge, Eulengebirge, Rehorngebirge, Rabengebirge und Habichtsgebirge bewundern.
Auf der Höhe bleibend verläuft der Weg unterhalb des Bielec (deutsch Weißberg – 931 m) zu der bereits erwähnten Stelle, ab der nur noch ein Pfad ohne Markierung zum Gipfel führt.

## Bilder aus der Umgebung
① Blick auf die Bober-Talsperre (Bukówka-Stausee), gesehen vom Wanderweg „Cesta bratří Čapků“ (deutsch Gebrüder-Čapek-Weg) zwischen Horní Albeřice (deutsch Ober Albendorf) und dem Berg Čepel (deutsch Tüpelstein). Die Aussicht vom Borowa Góra, der etwas westlich (rechts außerhalb des Bilds) liegt, dürfte ähnlich sein.

② Alte Ansichtskarte von Städtisch Hermsdorf mit Blick ins Freudental. Der Bergrücken im Hintergrund ist der Kolbenkamm, davor der Hoheberg.

③ Straße im Ortsgebiet von Jarkowice. Vermutlich die Wojewodschaftsstraße  369 in Richtung Kowary (deutsch Schmiedeberg).
Anmerkung

1. ↑  Nicht zu verwechseln mit der Bobertalsperre Mauer bei Hirschberg (polnisch Jezioro Pilchowickie, auch Talsperre Mauer oder Mauertalsperre).